# Доварабазар
Доварабазар (бенг. দোয়ারাবাজার, англ. Dowarabazar) — город на северо-востоке Бангладеш, административный центр одноимённого подокруга. Площадь города равна 4,46 км². По данным переписи 2001 года, в городе проживало 5171 человек, из которых мужчины составляли 53,37 %, женщины — соответственно 46,63 %. Плотность населения равнялась 1159 чел. на 1 км². Уровень грамотности взрослого населения составлял 25,4 % (при среднем по Бангладеш показателе 43,1 %).